# 李清印
李清印（1947年—），山东梁山人，中国人民解放军将领、中国人民解放军武警中将。 
2006年，授予中国人民解放军武警中将，任武警部队副政治委员。